# Yuan Dao
Das Yuan Dao (chinesisch 原道) ist das erste Buch im Werk Huainanzi. Es vertritt einen synkretistisch-pragmatischen Daoismus, der Einflüsse aus Konfuzianismus und Legalismus zeigt. Zu seinen Quellen zählen sowohl das Daodejing als auch das Zhuangzi.

## Entstehung
Als Teil der Zusammenstellung Huainanzi (淮南子) lässt sich das Yuan Dao auf 139 v. Chr. datieren. Das Huainanzi wurde von Liu An (劉安) (179–122 v. Chr.) für König Wu kompiliert. Auslöser war der Konflikt zwischen der zentralistischen Macht des Königs Wu und der relativen Autonomie des Vasallenkönigs Liu An. Durch das dem König Wu überreichte Werk wollte Liu An das Weltverständnis sowie ein liberal-pluralistisches Denken des Königs fördern.
Es erwies sich jedoch das Machtstreben des Königs Wu als stärker und so wurde Liu An 122 v. Chr. vorsätzlich der Rebellion beschuldigt und musste Selbstmord begehen. Anschließend wurde die Administration von Huainan ermordet und gegen Regierungstreue Beamte und Angehörige der Königsfamilie ausgetauscht. Dieser Vorfall wirkte sich negativ auf die Zirkulation des Textes aus, daher wurde später eine Neuauflage unter dem Namen „Wenzi“ editiert, wodurch man versuchte dem negativ belegten Namen Huainanzi aus dem Weg zu gehen.

## Inhalt

### Übersicht
Yuandao (原道) bedeutet übersetzt etwas „das ursprüngliche Dao“ oder auch „dem Dao zum Ursprung folgen“. Ames und Lau interpretieren Yuandao als: "Dem Verlauf des Dao folgen und sein Leben an der wässrigen Quelle nähren". Es ist ein synkretistisch-pragmatischer Daoismus als Erweiterung des Daodejing und des Zhuangzi, tatsächlich stammt knapp ein Drittel des Textes aus dem Zhuangzi.
Aus der daoistischen Tradition werden folgende Begriffe verwendet:
- Himmel (Tian) / Mensch (ren)
- Ohne-Tun (wuwei)
- Nichts-ungetan-lassen (wubuwei)
- Absichtslosigkeit (zhiruo)
- Einsicht (houzhe)
- das Formlose (wuxing)
- das Eine (yi)
- es in sich selbst finden (zide)
- das Reich besitzen (you tianxia)

Die Weltordnung der Han-Zeit wird angesehen als sich in konzentrischen Kreisen um den Herrscher drehend, daher werden neben metaphysischen und politischen Fragen auch alltägliche Dinge behandelt, wodurch sich der Text nicht mehr nur an den Weisen allein richtet.
Weder findet man im Yuan Dao eine Ordnung die den Himmel als Macht über den Menschen anerkennt und den Herrscher als Verkörperung dieser Macht einsetzt (dies schlägt sich im Begriff des Tianzi („Himmelssohn“) als göttlichen Herrscher nieder), noch gibt es eine strikte Trennung von Himmel und Erde, wie sie der Konfuzianer Xunzi vertritt, sondern eine Gleichsetzung von Himmel und Innerlichkeit (Tian und De).
Gegen eine (nicht tugendgebundene) Klugheit, die versucht die Welt nach den eigenen Vorstellungen
und Ideen zu formen wird die Harmonie von Herz-und-Verstand (xin 心) gesetzt. Dies wird erreicht durch den rechten Umgang mit den Außendingen. So gibt es keinen inneren Wille oder Drang, der uns beeinflusst, sondern die Verführung geschieht durch äußere Dinge. Die Metapher für den rechten Bezug zur Außenwelt ist die des Spiegels, der abbildet, aber nicht erleidet. Angestrebt wird ein Zustand der „objektlosen Leidenschaft“ (wuyu).
Anschließend wird dies auf die politische Ebene runtergebrochen: wuyu ist der Weg das Reich mit Toleranz zu regieren. Hier wird somit wieder Liu Ans Interesse an Wahrung seiner Autonomie erkenntlich.

### Nach Abschnitten
Der Text gliedert sich in 22 Abschnitte. Die folgende Übersicht fasst die Kernaussagen kurz zusammen:
- Sektion 1

Eine allgemeine Übersicht über die metaphysischen Eigenschaften des Dao als allumfassendes und alldurchdringendes Prinzip.
- Sektion 2

Der Herrscher kann das Dao nutzen, indem er ihm folgt. Als Beispiel werden die zwei Könige des Altertums Tai Huang und Gu Huang angeführt.
- Sektion 3

Das Dao ist das Uranfängliche – und doch ist es ewig und überall.
- Sektion 4

Die Könige des Altertums, Ping Yi und Da Bing, waren große Krieger, die niemand mehr übertreffen wird. Besser macht man sich die zehntausend Dinge zum Freund und herrscht durch Harmonie. Dadurch überbietest du sie in ihrem menschlichen Wirken.
- Sektion 5

Zur Außenwelt sollte man sich verhalten wie ein Spiegel: Er ist leidenschaftslos und objektiv. Die Unruhe des Herzens kommt allein von den Außendingen, denn das wahre ursprüngliche Herz des Menschen ist klar und friedvoll.
- Sektion 6

Um etwas zu erreichen, sollte man sich nicht auf ausgefeilte Techniken verlassen: Möchte man alle Fische in einem See fangen, so mache man den See zu seinem Netz. Ebenso: Wer sich auf das Dao verlässt, erreicht durch es die ganze Welt. Dies ist dem Herrschen durch einzelne Gesetze vorzuziehen.
- Sektion 7

Wer Menschen zurückweist, der macht sie ärgerlich und sie werden als seine Feinde erstarken. Wer wohltätig gegen jeden ist und sein Herz nicht dem Kalkül überlässt, der vermeidet solche Verstrickungen.
- Sektion 8

Der Mensch kann nicht alles allein erreichen. Er muss sich auf den Lauf des Kosmos verlassen: Man passt sich dem Dao an und nimmt die Natur als Vorbild.
- Sektion 9

Die Dinge sind, wie sie sind, werden, was sie werden. Noch nie hat etwa einer beobachtet, dass man sie erst dazu bringen müsste, so zu sein und zu werden: Sie geschehen von allein. Die zehntausend Dinge sind so-von-sich-aus seit Anbeginn. – Warum sollte man eingreifen? Besser ist es, sich ihnen anzupassen.
- Sektion 10

Eingreifen stört die Harmonie der Dinge, daher ist der Weise ohne Handeln. Sein Geist wohnt in der Leere und Einfachheit. Wer sich dem Himmel gleichmacht, ist im Einklang mit dem Dao. Weil aber der Standpunkt einfacher Leute beschränkt ist, daher ist es, dass sie es nicht verstehen, sich das Dao zu eigen zu machen.
- Sektion 11

Es rächt sich, wenn man zu stolz auf die eigenen Fähigkeiten ist. Erfolg hängt vom Treffen des rechten Augenblicks ab. Nur wer kein schwarzes De in seinem Herzen trägt, kann die Menschen zum Besseren verwandeln. Weise Herrscher tun nichts (sie erlassen keine Strafen/Anordnungen im Voraus) und doch lassen sie nichts ungetan (denn die Dinge werden von selbst gut).
- Sektion 12

Wer zur Quelle gelangt des Dao, ist wie ein Spiegel: Dann ist er auch, wenn er auf Handlungen reagiert, leidenschaftslos; er reagiert erst, wenn die Ereignisse auf ihn eindringen. Das Kleine übertrifft das Große, das Harte (die Zähne) nutzt sich schneller ab als das Weiche (die Zunge). Wer nicht vorangeht, sondern folgt, vermeidet die Fehler seines Vorgängers. Folgen heißt nicht passiv sein.
- Sektion 13

Wer zu früh handelt, der beraubt sich der Möglichkeit auf Erfolg. Wer zu spät handelt, der gerät ins Hintertreffen. Der rechte Augenblick ist schwer zu treffen.
- Sektion 14

Es gibt nichts Schwächeres als Wasser und doch sind alle Lebewesen auf es angewiesen. Es bevorzugt oder benachteiligt keines. Das ist wahrhaft höchstes De. Es wird niemals verbraucht, lässt sich nicht einfangen und ist nicht verwundbar.
Das Formlose geht allen Dingen voran. Licht ist sein Sohn und Wasser sein Enkel.
- Sektion 15

Klarheit und Ruhe sind höchstes De, Biegsamkeit und Weichheit Kernstück des Dao, Leere und Gelassenheit der Nutzen der zehntausend Dinge.
Der Weise tritt ein in das Reich des Formlosen und Einfachen. Aus dem Formlosen entstehen alle Dinge. Das Eine entlässt aus sich das Viele, daher reicht es, das Eine zu beherrschen. Die mannigfaltigen Ereignisse kommen alle aus einem einzigen Tor. Und so lässt der weise Herrscher von seiner berechnenden Klugheit und folgt stattdessen dem Dao.
- Sektion 16

Frei von Sorge und Freude zu sein, ist höchstes De. Wer die Dinge aus seinem Zentrum mit ruhiger Kraft lenkt, vermeidet Fehler. Weisheit besteht nicht darin, andere zu beherrschen, sondern darin, Dao zu erlangen. Wer nämlich an der Quelle sitzt, beherrscht alles, was ihr entspringt. Freude entspringt nicht Reichtum und hohen Ämtern, sondern der Harmonie. Wer es versteht, sich selbst als groß anzusehen, und die Welt als klein, der ist dem Dao nahe.
Freude kommt nicht von Außendingen, sondern kann allein in uns gefunden werden. Der Weise macht sich nicht zum Sklaven der äußeren Dinge. Wer ein Stadium erreicht, in dem er an nichts mehr Freude hat, der kann sich an allem freuen. (Objektlose Leidenschaft)
- Sektion 17

Wer dem Vergnügen nachläuft, der wird sich bei dessen Ausbleiben leer fühlen. Denn er versucht nicht das Äußere durch das Innere zu verschönern, sondern das Innere durch das Äußere. Und so: Wer die Welt lenken möchte, ohne sie in sich zu finden, ist wie ein Tauber, der versucht Glocken und Trommeln zu stimmen.
- Sektion 18

Die Essenz des Reiches liegt in der Person des Herrschers. Die zehntausend Dinge vermelzen in mysteriöser Einheit: Das Leben wird wie der Tod.
- Sektion 19

Es gibt keinen Unterschied zwischen Reich und Herrscher: Der Herrscher produziert das Reich und das Reich den Herrscher. Der Weise lässt sich nicht von belangloser Unterhaltung verwirren, in schwierigen Situationen gibt er nicht auf. Warum? Weil er mit dem Himmel verbunden ist.
- Sektion 20

Was man in sich findet, ist die vorgegebene Form. In ihrem Frieden gilt es, sich zu halten, ihn gilt es zu entwickeln. Der Körper ist das Haus der Seele (Qi), die Seele kontrolliert den Körper. Beide gilt es zu pflegen und zu harmonisieren.
- Sektion 21

Die zehntausend Wesen folgen der Natur, aber wenn sich der Mensch zu sehr auf eine Sache versteift, macht er bei der anderen einen Fehler. Um beiden gerecht zu werden, findet er das Kleine im Großen, das Innere im Äußeren.
- Sektion 22

Was den Verrückten ausmacht, ist nicht, dass ihm etwa das Qi fehlt. Qi und Körper sind nur in falscher Lage zueinander. Daher: Wo der Geist über den Körper herrscht, profitiert der Körper. Wo der Körper über den Geist herrscht, nimmt der Geist Schaden.